# 台北市立景美女子高級中学
台北市立景美女子高級中学（英語: Taipei Municipal Jingmei Girls' High School）は、台湾台北市にある全日制高校。

## 沿革
- 1962年、開校。

## 歴代校長
- 鄧玉祥　1962年
- 梁素霞　1978年
- 徐淑靜　1986年
- 王慧娟　1991年
- 鄭美俐　1995年
- 陳富貴　1996年
- 黃郁宜　2000年
- 林麗華　2006年
- 黃贇瑾　2014年